# 河野悦次郎

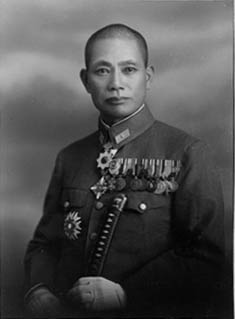

河野悦次郎（？—1944年） 日本愛媛县人，陸軍中将（正四位功三級）。

## 生平
河野悦次郎早年成为日本陆军士官候补生（25），后入陸軍大学校（36）步兵科。大正2年（1913年）5月26日，自陸軍士官学校毕業。大正2年（1913年）12月25日，任陸軍少尉。大正10年（1921年）12月14日，陸軍大学校入校，后于大正13年（1924年）11月29日毕业。
昭和5年（1930年）8月1日，任竜井村特務機关長，昭和6年（1931年）12月12日被免职。昭和9年（1934年）8月1日，任关東軍参謀。昭和10年（1935年）8月1日，任陸軍士官学校附。昭和11年（1936年）8月1日，任太原特務機关長。昭和12年（1937年）8月2日，任陸軍歩兵大佐、第3師团司令部附（配属名古屋医科大学）。昭和13年（1938年）3月1日，任太原特務機关長。昭和13年（1938年）12月30日，任第12軍司令部附（青島特務機关長）。昭和14年（1939年）3月8日，任济南特務機关長。昭和14年（1939年）12月16日，任山東省特務機关長。昭和15年（1940年）3月9日，获授陸軍少将。昭和16年（1941年）10月15日，任第12軍参謀長兼山東省特務機关長，昭和17年5月3日免兼职。
昭和17年（1942年）12月10日，出任满洲国軍政部最高顧問，任至昭和18年（1943年）3月11日免职。昭和18年（1943年）6月10日，晋升陸軍中将。同年7月26日，任東部軍司令部附。同年9月25日，任第53師团長。昭和19年（1944年）4月27日，任参謀本部附。
昭和19年（1944年）9月8日，在缅甸作战病逝。